# ناحیه روباندا
ناحیه روباندا (به لاتین: Rubanda District) یک منطقهٔ مسکونی در اوگاندا است که در استان غربی، اوگاندا واقع شده‌است.